# Скорая (фильм)
«Скорая» (англ. Ambulance) — американский фильм режиссёра Майкла Бэя в жанре драматического экшн-триллера. Сюжет, написанный Крисом Федаком, основан на одноимённом датском фильме режиссёра Лауритса Мунка-Петерсена. Главные роли в фильме исполнили Джейк Джилленхол, Яхья Абдул-Матин II и Эйса Гонсалес.

## Сюжет
Ветеран войны Уилл Шарп, отчаянно нуждающийся в 231 тыс. долларов для проведения операции своей жене Эми, обращается к своему приёмному брату и закоренелому преступнику Дэнни, который уговаривает его принять участие в ограблении банка на 32 миллиона долларов. Офицер Зак приходит в банк, чтобы пригласить на свидание кассиршу, но его берут в заложники и он случайно получает пулю от Уилла. Прибывает отдел специальных расследований (SIS) полиции Лос-Анджелеса и нейтрализует всех грабителей, кроме Уилла и Дэнни. Братья угоняют машину скорой помощи с девушкой-фельдшером Кэм Томпсон на борту, которая оказывает первую медицинскую помощь раненому Заку. Кэм делает отчаянную попытку сбежать, но решает остаться, когда у Зака произошла остановка сердца.
Капитан SIS Монро отправляет вертолёты в погоню за угнанной машиной скорой помощи. Кэм просит Дэнни помочь ей использовать дефибриллятор, а Уилл делится своей кровью с Заком. Дэнни звонит одному из преступных друзей своего отца Папи с просьбой помочь избавиться от полиции. Когда Кэм не даёт Дэнни выстрелить в преследовавшего их напарника Зака Марка, Дэнни угрожает выбросить её из машины. За дело берётся агент ФБР Энсон Кларк, ранее друживший с Дэнни. У Зака начинается обильное кровотечение; Кэм с помощью Уилла делает операцию, несмотря на свою неопытность. Девушка пытается убедить Уилла остановить Дэнни. Монро, не подозревая об успехе операции, продолжает операцию и готовится застрелить Уилла и Дэнни, не ведя переговоров за жизнь Кэм. Кларк звонит Кэм и говорит ей спускаться. Кэм, желая спасти жизнь Зака, предупреждает Уилла и Дэнни о снайперах. Дэнни снова угрожает Кэм, заставляя Уилла и Дэнни драться, а затем вместе слушают музыку для снятия напряжения.
В Лос-Анджелесе вертолёты преследуют машину скорой помощи, буквально нависая над крышей автомобиля, тогда Дэнни стреляет в них, разрядив всю обойму. Пытаясь оторваться от преследования Уилл и Дэнни сворачивают на встречную полосу межштатной автомагистрали, что приводит к многочисленным авариям. Ненадолго оторвавшись от преследования, братья двигаются в заранее определённое место, где под мостом их уже ожидают люди Па́пи, Кастро и несколько угнанных машин скорой помощи. На одной из машин выезжает Кастро, пытаясь запутать преследователей. Следом выезжает Роберто. Затем он по приказу Па́пи привлекает внимание полиции и, предварительно выпрыгнув, направляет пустую машину скорой помощи, начинённую взрывчаткой C-4 в полицейский кордон. После мощного взрыва к месту стягиваются основные силы полиции, в том числе и капитан Монро, а Роберто при помощи пульта дистанционного управления запускает машину с пулемётами и манекеном на переднем сиденье, после чего пытается убежать. В результате перестрелки капитан Монро погибает, многие полицейские получают ранения, а машины повреждения. Увидев убегающего Роберто, офицер Марк начинает его преследование. Запрыгнув убегающему Роберто на спину, офицер Марк вступает с ним в схватку, которая оказывается короткой — пистолет в руках преступника стреляет ему прямо в голову.
Уилл и Дэнни сбегают в убежище Па́пи. Получив 8 миллионов долларов, за свою помощь, половину из оставшихся на руках украденных наличных, криминальный авторитет отпускает братьев, требуя при этом оставить Зака и Кэм. Уилл категорически отказывается кого-либо бросать, понимая что ждёт раненого офицера и парамедика здесь, в этом логове преступного мира. Дэнни после всех бессмысленных уговоров брата, решает присоединиться к нему и пойти против Па́пи и его головорезов. Начинается перестрелка, братья расстреливают многих бандитов из группировки Па́пи, и пытаются добраться к машине скорой помощи. В этом хаосе Кэм, до этого наткнувшаяся на пистолет Зака, стреляет в Уилла, который открывал заднюю дверцу скорой. Как подкошенный Уилл падает рядом со скорой и истекает кровью на руках парамедика. Дэнни удаётся затянуть брата в машину и сесть за руль, после чего он на полной скорости выезжает из места схрона. Люди Па́пи на улице стреляют из гранатомёта, но Дэнни удаётся проскочить. С трудом вырвавшись на шоссе и заметив полицейский вертолёт, Дэнни решает везти брата в больницу, выжимая максимум из того, на что способна машина.
Дэнни приходит в ярость, когда узнаёт, что Кэм стреляла в Уилла, и тогда он угрожает убить её перед камерами при всех и покончить с собой. Держа на прицеле пистолета голову Кэм, и используя её как «живой щит», Дэнни медленно открывает заднюю дверцу машины скорой, вокруг которой уже сформировалось кольцо оцепления из полицейских, спецназа и зевак, а снайперы на крышах соседних зданий держат под прицелом выход из машины. В этот момент, очнувшийся из забытья Уилл стреляет брату в спину. Находясь в шоке от предательства брата, Дэнни прекращает сопротивление, и замертво падает на асфальт. В первые минуты никто не решается оказать помощь истекающему кровью Уиллу. Увидев это бездействие, Кэм начинает самостоятельно оказывать ему необходимую помощь, требуя этого и от остальных. Уилла доставляют в больницу, после чего его ждёт тюремное заключение.
Офицер Зак, уже находясь в больнице сообщает полиции, что Уилл спас ему жизнь. Кэм тайно отдаёт часть денег Эми, благодаря которым есть шанс успеть сделать операцию.

## В ролях
- Джейк Джилленхол — Дэниэл «Дэнни» Шарп
- Яхья Абдул-Матин II — Уильям «Уилл» Шарп, ветеран войны в Афганистане
- Эйса Гонсалес — Камилла «Кэм» Томпсон, парамедик
- Гаррет Диллахант — капитан Монро
- Кейр О’Доннелл — агент ФБР Энсон Кларк
- Джексон Уайт — офицер Зак
- Седрик Сандерс — офицер Марк, напарник Зака
- Мозес Ингрэм — Эми Шарп, жена Уильяма Шарпа
- Эй Мартинес — Па́пи, криминальный авторитет
- Джесси Гарсия — Роберто, сын Па́пи
- Хосе Пабло Кантильо — Хесус
- Wale — Кастро
- Джессика Кэпшоу — Рози Торнтон
- Деван Чендлер Лонг — «Мел Гибсон», один из грабителей
- Виктор Гойцай — Виктор
- Колин Вуделл — Скотт
- Оливия Стамбулиа — Лейтенант Дазгиг
- Реми Аделеке
- Шейла Хулахан

## Производство

### Разработка

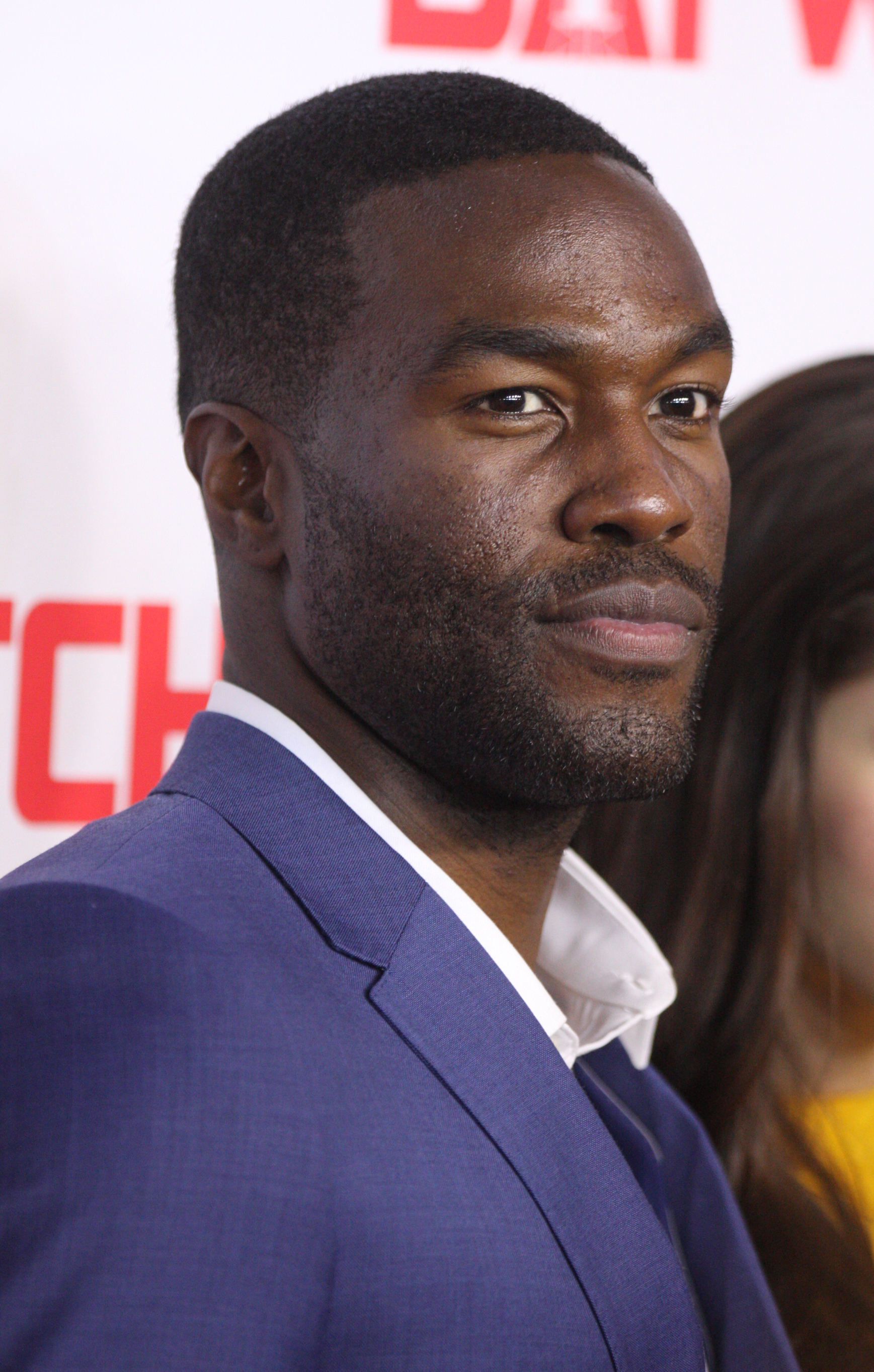
Яхья Абдул-Матин II был утверждён на свою роль в декабре 2020 года

В августе 2015 года было объявлено, что Филлип Нойс снимет триллер под названием «Скорая помощь», который станет ремейком датского фильма 2005 года, a сценарий к фильму напишет Крис Федак. Два года спустя было объявлено, что вместо Нойса фильм снимут израильские режиссёры Навот Папушадо и Аарон Кешалес, однако на протяжении нескольких лет проект не мог добраться до стадии производства. В ноябре 2020 года стало известно, что режиссёром фильма станет Майкл Бэй.
Согласно сюжету фильма два брата захватывают машину скорой помощи, в которой находится женщина-парамедик и пациент в критическом состоянии. На роли двух братьев рассматривались Джейк Джилленхол и Дилан О’Брайен, а на роль парамедика — Эйса Гонсалес. В декабре 2020 года компания Universal Pictures подтвердила, что займётся дистрибуцией фильма и что одну из главных ролей совместно с Джилленхолом сыграет Яхья Абдул-Матин II (вместо Дилана О’Брайена). Вскоре подтвердилось участие в съёмках Эйсы Гонсалес. В январе 2021 года стало известно, что в фильме также снимутся Гаррет Диллахант, Эй Мартинес, Кир О’Доннелл и Моузес Ингрем. В феврале к актёрскому составу фильма присоединились Wale, Седрик Сандерс, Джексон Уайт, Колин Вуделл, Оливия Стамбулиа, Джесси Гарсия, Виктор Гойцай и Реми Аделеке.

### Съёмки
Съёмки фильма начались в Лос-Анджелесе 11 января 2021 года и завершились 18 марта 2021 года.

## Премьера
Мировая премьера фильма состоялась в Париже 20 марта 2022 года.
Премьера фильма в кинотеатрах США состоялась 8 апреля 2022 года.

## Восприятие

### Критика
На сайте-агрегаторе Rotten Tomatoes фильм имеет рейтинг 68 % свежести на основании 242 критических отзывов, что является лучшим результатом за всю режиссёрскую карьеру Майкла Бэя, наряду со «Скалой».
На Metacritic фильм на основе 55 отзывов получил средневзвешенный балл 55 из 100, что свидетельствует «о смешанных отзывах».

### Прокат
В кинотеатрах США фильм вышел 8 апреля 2022 года, собрав за первый уик-энд — 8 699 630 $ и заняв четвёртое место в таблице кассовых сборов, что явно было ниже ожиданий. Итоговые кассовые сборы в «домашнем прокате» составили 22 781 115 $. Фильм стал самым слабым в кассовом плане, по сборам в США и Канаде, за всю карьеру режиссёра. В остальных странах мира сбор составил 29 522 474 $. Общие сборы составили 52 303 589 $.